# 藤枝焼津間軌道会社
藤枝焼津間軌道会社（ふじえだやいづかんきどうかいしゃ）は、かつて静岡県志太郡藤枝町（現・藤枝市の一部）大手と同郡焼津村（現・焼津市の一部）西町の間を結ぶ人車軌道を経営していた企業である。なお、開業当初は藤枝焼津間軌道の名称であったが、後に焼津藤枝間軌道（やいづふじえだかんきどう）に改められた。動力は基本的に人力であったが、唯一の急勾配区間である、瀬戸川の堤防を登る区間においては馬が車両を牽いた。

## 歴史
当該企業は1899年（明治32年）施行の現行商法より前に設立されており、株式・合名・合資・有限などの法的な区分が存在しなかったため、社名にもそれらの称号は冠されていない。個人会社であった可能性もあるが、いずれにせよ零細資本であった可能性が高い。発起人は小川（こがわ）村（当時。現・焼津市の一部）の片岡総八郎。
また、官庁の各種年次統計資料が整備されるより以前に設立から路線譲渡までを実施しているため、現在まで残された公的資料はごくわずかである。
内務省に対し「静岡県志太郡藤枝町大手（かつての藤枝宿中心部）より益津郡（後・志太郡）焼津に至る人車木道」の敷設を出願し、1891年（明治24年）5月に許可を得たことが同省の「功程報告」に記載があったのを確認されており、また、同年7月21日に工事が完成したという記録もある。これらのタイミングと現存する開業期の時刻表に手書きで書き込まれたダイヤ改正日時表記から、おそらくは同年7月25日に全線開業したと推定されている。
しかし、旅客も貨物も多少不便であっても町外れの官鉄藤枝駅を用いた方が乗り換え/積み替えの手間が省けてより簡便であったか、乗客・貨物共に需要が少なく経営が立ち行かなくなったらしく、1897年（明治30年）に人車軌道の経営を川守亀吉に譲渡し、名称も藤枝焼津間軌道から焼津藤枝間軌道に変更されている。
その後の経営会社の消息は不明であり、会社登記等には一切記録が残されていない。
なお、譲渡後の人車軌道は1900年（明治33年）に廃止となったことが内務省の統計資料から確認されている。
ここまでで述べているようにいくつかの史料が残され、1990年代の「再発見」時の聞き取り調査では証言を得られた、記憶していた古老などもいたものの、遺構や、「わかりやすい」物証などもなく、豆相人車鉄道が「日本最初の人車鉄道」とされることが一般に多かったこともあり、地元でもほぼ忘れられていた。しかし、1990年代に時刻表が発見されたことが存在が認識されるきっかけになり、静岡大務新聞や小川町誌の記述が再確認され（特に、『静岡大務新聞』の記事の「小川総八郎」（「おがわ」とルビがあった）が、小川村の片岡総八郎であったことが確認されたことなど）、「幻の」人車から、「日本初の人車」と扱われるようになった。その後に編纂された焼津市史でも、関連する史料を収録している。ただし、「日本初の人車」についてはその後、仙台の木道社による、開業当初の人車による運用が先行であると確認されている。

## 路線と運転
ルートは東海道線から外れた藤枝の町の中心と官鉄焼津駅を直結することを目的としたもので、これは元来東海道線建設時に瀬戸川から焼津まで砂利採取に用いられたトロッコの軌道跡地を流用したものでもある。
焼津停車場より藤枝町の舊大手口へ通ずる新道へ、とあり、当時通ったばかりの県道、現在の県道30号（藤枝街道と呼ばれていた）の片側に約4.5kmの軌道が敷設されていた。
藤枝の大手の起点は、現・県道215号となっている旧東海道との交差点-駿遠線大手駅付近-県道224号分岐、のあたりと思われる（森 (1997) では「明治に入って新道（のちの国道1号）が」とあるが、これはミスで、明治の関連史料の「新道」は県道30号を指している。同付近の旧・国道1号は戦後の新設で、この新設工事を拡幅工事とみたとみられる）。
現在は東海道新幹線以北の道筋は変わっていないと思われるが、焼津駅近くは変わっており、県道30号は駅北2丁目交差点で直角に曲がっている。しかし県道30号が東海道本線と交差する場所は現在は立体交差だが変わっておらず、その付近に焼津の西町の終点があった。当時は踏切付近から斜めに道が伸びていた。乗客はそこから踏切を渡って焼津駅に行ったと思われる（焼津駅に北口ができたのは戦後である）。
「瀬戸川」が川のどちら側であったかは不明である。
時刻表記載の停留所は焼津、瀬戸川、藤枝の合計3つで、全線の所要時間は勾配の関係からか藤枝→焼津が25分、焼津→藤枝は30分と異なっていた。旅客は毎日7往復+臨時増発、貨物は毎日数回、そして開業時の旅客運賃は各区2銭、貨物運賃は茶一櫃が2銭であった。

### 経路
- 時刻表には起点の藤枝、終点の焼津のほかには瀬戸川の発車時刻のみが記されており[12]、『静岡大務新聞』明治24年7月25日付の記事には瀬戸川に中休所を設置したことが記されている[13]。
- 当地の人車軌道について知る地元民の叔父からの伝聞によると、藤枝の大手を起点とし、平島、保福島、瀬戸川、築地、大覚寺、大村を経て焼津西町に通じていた。停留所はなく乗客はどこでも乗降できたとされる（『静岡県鉄道興亡史』）[14]。
- 『日本鉄道旅行地図帳』では上記経由地を駅として掲載しているが[15]、鉄道フォーラムによって行われた同著の追加・訂補修正ではこれを『静岡県鉄道興亡史』の誤読ではないかとして、時刻表にある瀬戸川以外を削除している[16]。

### 接続路線
- 焼津：官設鉄道東海道線（焼津駅）

## その他
『焼津市史 資料編 4 近現代』108頁に収録された、『静岡大務新聞』明治19年5月19日付によれば、討論会において片岡総八郎（という人物）が、東海道鉄道は海岸側ではなく県の産物である茶の運搬に有利な各宿駅の側に通すべし、との説に賛成したとある。また『岳陽名士伝』に小川村の片岡総八郎の記事があるが、明治24年の出版ということもあってか軌道会社の記述はない。
他に片岡総八郎という名は、静岡浅間神社の境内（麻機街道沿い。静岡市文化財資料館の裏手）にある「阪本藤吉製茶之碑」の裏面に刻まれた発起人の名の中に見られる。
地元の有志によりほぼ実物大相当の人車「レプリカ」等が作成されているが、昭和30年頃まで1輛が残されていたとされる、当軌道で使われていた人車については写真や図などは発見されておらず、講演等の際に参考資料として、後年の豆相人車鉄道などの車輛をもとに想像で示されていたものなどから想像で作成されたものと思われる。